# بهدین‌شاپور
بهدین‌شاپور (پارسی میانه: Wehdēnšābuhr) یکی از نجیب‌زادگان ساسانی در سده پنجم میلادی در زمان حکومت یزدگرد دوم بود. بهدین‌شاپور انبارگ‌بد یزدگرد بود. او در لشکرکشی ایران به ارمنستان و واداشتن ارمنی‌ها به رهایی از مسیحیت و گرویدن دوباره به مزدیسنا نقش داشت.